# Argia indicatrix
Argia indicatrix là một loài chuồn chuồn kim trong họ Coenagrionidae.
Argia indicatrix được Calvert miêu tả khoa học năm 1902.